# Laccophilus perplexus
Laccophilus perplexus är en skalbaggsart som beskrevs av Omer-cooper 1970. Laccophilus perplexus ingår i släktet Laccophilus och familjen dykare. Inga underarter finns listade i Catalogue of Life.